# Erik Adolf Unge

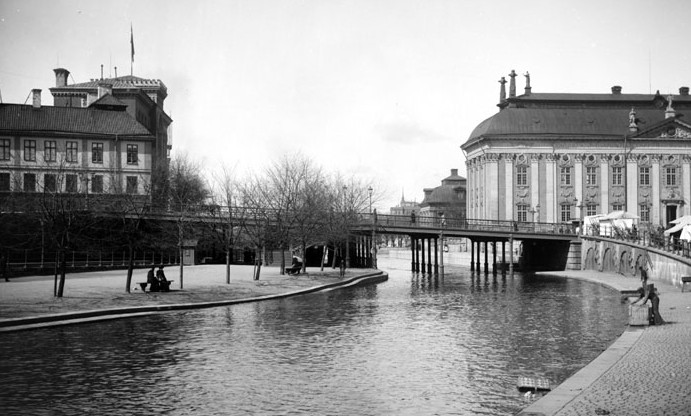
Riddarholmsbron i gjutjärn konstruerades av Unge på 1860-talet.

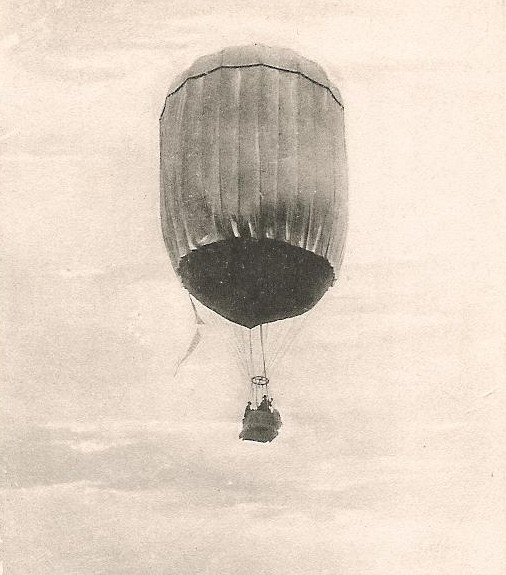
Gasballongen "Svenske", 1902.

Eric Adolf Mauritz Unge, född 3 februari 1836 i Bäreberg, Skaraborgs län, död 23 april 1904 i Stockholm, var en svensk kapten, ingenjör, uppfinnare och skulptör.

## Liv och verk
Han var son till löjtnanten Adolph Leonard Unge och Britta Ebba Friedrica Belfrage och från 1886 gift med Fanny Ulrika Hilda Augusta von Nieroth. Unge utexaminerades från Chalmerska slöjdskolan i Göteborg 1855, antogs till nivellör vid Statens järnvägar, han utexaminerades 1861 från civilingenjörskursen vid Högre artilleriläroverket vid Marieberg och blev samma år löjtnant vid Väg- och vattenbyggnadskåren. Han var 1863-1870 arbetschef vid Sammanbindningsbanan genom Stockholm. Som sådan ritade och konstruerade han bland annat den tredje Riddarholmsbron. Mellan 1872 och 1877 var han verkställande direktör för Motala verkstad, 1872 erhöll han kaptens namn, heder och värdighet. Efter att flera år ha praktiserat i Ryssland uppsatte han i Sverige en fabrik för impregnering av tyg i syfte att åstadkomma vattentäthet. Han blev även känd som skulptör, bland annat ritade han en fontän i gjutjärn som restes i Skövde 1859 som 1950 ersattes av Ivar Johnssons fontän Livets brunn. 

## Ballongkonstruktioner
Under sina sista år arbetade Unge på gasballongkonstruktioner. Frukten blev en ballong av ny typ, "Svenske", som, i stället för sfärisk form, hade formen av en vertikal cylinder, slutande uppåt med en sfärisk kalott. Därmed avsåg han att genom betydande inknappning av vådernas antal minska läckaget, som skulle ytterligare reduceras genom ett yttre omhölje; det mellan detta och ballongen bildade luftlagret borde verka isolerande. Den genom denna anordning ökade tyngden skulle kompenseras därigenom, att något nät inte kom till användning; i stället fästes de gondolen uppbärande linorna i en runt ballongen löpande våd, ett upphängningssätt, som redan använts för ballons captifs. 
Höljet gjorde emellertid hela apparaten svårhanterligare, utan att någon direkt fördel åstadkoms, varför det borttogs vid den 1903 byggda "Svenske II", som försågs med nät och för övrigt med en del lyckade konstruktionsdetaljer, utan att likväl vara av någon avgörande betydelse. "Svenske II" tillvann sig i Frankrike ett visst intresse genom nyheten i sin konstruktion, men typen tycks inte ha kommit till vidare användning.